# 한국싸움소유전자협회
한국싸움소유전자협회는 전통적으로 내려오는 소싸움 활성화와 싸움소 유전자에 관한 사항을 규정함으로써 농촌지역 개발 및 축산발전의 촉진에 기여할 목적으로 2012년 2월 13일 설립 허가된 대한민국 농림수산식품부 소관의 사단법인이다. 사무실은 경상남도 산청군 산청읍 옥산리 329-4에 있다.

## 주요 사업
- 싸움소 유전자의 연구 및 보전에 관련된 사료의 정리 및 홍보
- 싸움소 유전자 관련 학술지 등 서적 발행 및 소싸움 업무 홍보
- 싸움소 보호와 복지 향상을 위한 연구 및 홍보
- 싸움소주인의 권익 및 복지향상
- 가축방역 및 인수공통전염병 예방을 위한 계몽지도
- 개체별 및 지역별 싸움소 주치의 제도의 도입·운영
- 싸움소 유전자의 지적재산권 업무의 관리
- 기타 본 협회의 목적 달성을 위해 필요한 사항